# Гасдрубал (командующий вспомогательным корпусом)
Гасдрубал — один из военачальников армии Карфагена в ходе Второй пунической войны (с 218 по 201 год до н. э.). После битвы при Тицине Ганнибал повёл свою армию на восток вдоль берега реки По, пытаясь догнать отступающую римскую армию. Когда было найдено удобное место для переправы, войско карфагенян начало строить плоты. Гасдрубал осуществлял наблюдение за переправой основных сил армии.
Фабий Максим, только что назначенный диктатором (в конце 218 года до н. э.), намеревался заблокировать доступ войску Ганнибала к возможным зимним квартирам. Фабий верно рассчитал дорогу, которой армия Ганнибала должна была перейти через Апеннины, и своевременно занял единственный проходимый перевал у неё на пути. Карфагенянам угрожала голодная смерть. Ганнибал приказал обозным служителям привязать к рогам обозных быков пучки хвороста и с наступлением темноты поджечь их. Гасдрубал непосредственно осуществлял управление всей этой операцией. Ночью хворост был подожжён и быки, мыча от ужаса и боли, разбежались по горам, включая перевал, занятый римлянами. Это зрелище настолько отвлекло внимание (а поначалу — и испугало) римлян, что Ганнибал, пользуясь суматохой в лагере противника, смог без боя перевести своё войско через перевал. Утром Ганнибал отправил отряд испанцев, чтобы вывести копейщиков, которые оставались с Гасдрубалом на старом месте для отвлечения внимания. Римляне потеряли около 1000 человек, и копейщики Гасдрубала присоединились к основным силам.
В битве при Каннах Гасдрубал возглавлял испанскую и кельтскую конницу на левом (южном, ближнем к реке Ауфиду) фланге карфагенской армии. У Гасдрубала было около 6500 всадников, а у Ганнона на противоположном фланге — 3500 всадников. Силы Гасдрубала быстро разгромили римскую кавалерию на юге, обошли с тыла римскую пехоту и достигли римской союзной конницы на правом фланге, которая в этот момент сражалась с нумидийцами Ганнона. После уничтожения римской союзной конницы Ганнон и Гасдрубал смогли направить все силы своей кавалерии в тыл римской пехоте.